# Tom Boxer
Tom Boxer (născut Cosmin Simionică), (n. 6 ianuarie 1977) este un DJ și producător muzical român. El a lansat o serie de single-uri, printre care și "Morena", care a ajuns pe prima poziție în Bulgaria, Polonia și România. De asemenea hitul a intrat în top 10 în Ungaria și Israel. Următorul său single a fost "Deep in Love", care a ajuns pe poziția a 8-a în România și Ungaria și pe locul 18 în Polonia.

## Discografie

### Single-uri
| 2009                                    | "Beautiful Day" (feat Jay)                       | — | —  | —  | 34 | Morena       |
| 2010                                    | "Morena" (feat Antonia)                          | 8 | 2  | 1  | —  | Morena       |
| 2010                                    | "Shake It Mamma" (feat Antonia)                  | — | —  | 11 | —  | Singles only |
| 2011                                    | "You" (with Catherine Cassidy)                   | — | —  | —  | —  | Singles only |
| 2011                                    | "I Feel You" (feat Alexandra Burke)              | — | —  | 51 | —  | Singles only |
| 2011                                    | "Deep in Love" (with Morena feat J Warner)       | 8 | 18 | 8  | —  | Singles only |
| 2012                                    | "Voulez Vous" (with Morena feat Meital De Razon) | — | —  | 35 | —  | Singles only |
| "—" denotes releases that did not chart |                                                  |   |    |    |    |              |

## Premii
| An                      | Secțiunea         | Nominalizare pentru: | Rezultat |
| ----------------------- | ----------------- | -------------------- | -------- |
| MTV Europe Music Awards | Best Romanian Act | Nominalizare         | [ 6 ]    |